# Peripsocus milleri
Peripsocus milleri är en insektsart som först beskrevs av Tillyard 1923.  Peripsocus milleri ingår i släktet Peripsocus och familjen sorgstövsländor. Inga underarter finns listade i Catalogue of Life.